# LRH1
Le LRH1 (pour « Liver receptor homolog 1 »), ou LHR-1, est un récepteur nucléaire dont le gène est NR5A2 situé sur le Chromosome 1 humain.

## Rôle
Son ligand est constitué de phospholipides spécifiques.
Il régule métabolisme du cholestérol et des acides biliaires et son activité est influencé par le taux de glucose intra-hépatique. Il intervient dans l'homéostasie de la glycémie par l'intermédiaire d'une phosphatidylcholine. La sumoylation du récepteur modifie l'activité de ce dernier, diminuant la migration du cholestérol vers le foie ce qui pourrait faciliter la formation de l'athérome. Un déficit en cette forme sumoylée active l'OSBPL3, ce dernier activant le SREBP1, ce qui induit une lipogenèse, ce qui pourrait être un mécanisme de la formation d'une stéatose hépatique non alcoolique
Au niveau pancréatique, il régule la fonction exocrine de cet organe, avec le PTF1L. 